# Jagdstaffel 29
La Königlich Preußische Jagdstaffel Nr 29 ou Jagdstaffel 29 était un « groupe de chasse » (c'est-à-dire un escadron de chasseurs) de la Luftstreitkräfte, la branche aérienne de l'Armée impériale allemande pendant la Première Guerre mondiale. Jasta est un acronyme formé par l'abréviation du mot allemand Jagdstaffel (escadrille de chasse). L'unité totalise 76 victoires aériennes pendant la guerre, au prix de 13 de ses pilotes tués au combat, de deux tués dans des accidents de vol, de 12 blessés au combat, d'un blessé dans un accident de vol et d'un prisonnier,.

## Histoire
La Jagdstaffel 29 est formée le 28 décembre 1916 au centre d'entraînement Fliegerersatz-Abteilung (détachement de remplacement) 5 à Hanovre en Allemagne. Elle remporte sa première victoire le 16 mars 1917, lorsque Wilhelm Allmenröder détruit un ballon d'observation ennemi. L'escadron encore jeune est mis à mal un peu moins d'un mois plus tard, subissant sa première perte le 11 avril 1917. La Jasta 29 servira jusqu'à la fin de la guerre sans atteindre la même notoriété que d'autres unités similaires, comme la Jasta 11, de Manfred von Richthofen.

## Liste des commandants (Staffelführer)
1. Hauptmann Hermann Palmer : 31 janvier 1917 - 5 février 1917
2. Leutnant Ludwig Dornheim :  5 février 1917 - 29 avril 1917.
3. Leutnant Kurt Wolff : 6 mai 1917 - 2 juillet 1917.
4. Leutnant Erwin Böhme : 2 juillet 1917 - 18 août 1917.
5. Oberleutnant Otto Schmidt (en) : 19 août 1917 - 18 octobre 1917.
6. Oberleutnant Harald Auffarth (en) : 19 octobre 1917 - 28 septembre 1918.
7. Leutnant Hans Holthusen : 28 septembre 1918 - 11 novembre 1918[2],[1].

## Liste des bases d'opérations
1. Juniville : 15 février 1917 - 21 juin 1917
2. Mons-en-Pévèle : 22 juin 1917 - 27 juin 1917
3. Bersée, France : 28 juin 1917 - 17 juillet 1917
4. Handzaeme : 18 juillet 1917 - 31 juillet 1918
5. Thourout : 1er août 1917 - 13 septembre 1917
6. Aertrycke : 14 septembre 1917 - 27 novembre 1917
7. Émerchicourt : 28 novembre 1917 - 13 décembre 1917
8. Bellincamps : 14 décembre 1917 - 30 mars 1918
9. Phalempin : 31 mars 1918 - 12 avril 1918
10. Gondecourt : 13 avril 1918 - 17 août 1918
11. Bellincamps : 18 août 1918 - 28 septembre 1918
12. Kruishoutem, Belgique : 29 septembre 1918 - 5 octobre 1918
13. Aertrycke : 6 octobre 1918 - 11 novembre 1918[1].

## Membres célèbres
- Kurt Wolff[3]
- Erwin Böhme[4]
- Harald Auffarth (en)[5]
- Otto Schmidt (en)[6]
- August Burkard (en)[7].
- Hermann Dahlmann (en)[8]
- Karl Gallwitz (en)
- Werner Voss[2]